# Бабушка Мозес
Бабушка Мо́зес (англ. Grandma Moses, настоящее имя Анна Мэри Мозес, урождённая Робертсон, англ. Anna Mary Moses, b. Robertson; 7 сентября 1860 — 13 декабря 1961) — американская художница-любительница, одна из главных представителей американского живописного примитивизма. В её честь назван кратер Мозес на Венере.

## Биография
Любила рисовать с раннего детства, однако бо́льшую часть жизни провела на ферме в штате Нью-Йорк, будучи женой фермера. Стала матерью пятерых детей. В зрелые годы занималась вышивкой, однако ближе к 70-летнему возрасту это стало для неё затруднительно из-за артрита. После смерти мужа в 1927 году Анна Мозес снова стала рисовать.
В 1938 году нью-йоркский коллекционер заметил рисунок Анны Мозес, выставленный в окне аптеки в городке Хузик-Фоллс (англ. Hoosick Falls), где она жила. В течение года рисунки Мозес начали появляться в нью-йоркской галерее Сент-Этьен и привлекли к себе широкое внимание коллекционеров и любителей живописи. В течение 1940-х годов выставки Мозес прошли во многих европейских странах и в Японии. В 1941 году она получила государственную премию штата Нью-Йорк, в 1949 году президент США Гарри Трумэн лично вручил ей премию Национального Американского женского пресс-клуба. В 1952 году была издана её автобиография. В 1960 году, к столетию Бабушки Мозес, её фотография, сделанная известным фоторепортёром Корнеллом Капой, была помещена на обложке журнала «Лайф».
Живопись Бабушки Мозес изображает сельские пейзажи и бытовые сценки, зачастую они многофигурны и напоминают детские рисунки. Бабушка Мозес предпочитала зимние виды, летние писала реже. Её зимние картины напоминают некоторые из известных работ Питера Брейгеля Старшего, хотя она никогда не видела его полотен. Бабушка Мозес была плодовитой художницей, за три десятилетия ею были созданы более 1500 полотен. Первоначально она продавала свои работы от 3 до 5 долларов за картину, в зависимости от её размера. По мере увеличения известности художницы, цены на работы поднялись до 8 000 — 10 000 долларов.
Один из летних пейзажей Мозес, «Старый пёстрый дом, 1862» (работа 1942 года), приобретённый у автора после создания за 10 долларов США, был продан в 2004 году на аукционе в Мемфисе за 60 000 долларов.
Анна Мэри Мозес была дружна с другим известным американским художником, Норманом Роквеллом. Бабушка Мозес появляется в дальнем левом краю картины Роквелла «Возвращение домой», которая была напечатана на обложке The Saturday Evening Post от 25 декабря 1948 года.